# 埃斯波尔莱斯
埃斯波尔莱斯（西班牙语）是西班牙巴利阿里群岛的一个市镇。总面积35平方公里，总人口4066人（2001年），人口密度116人/平方公里。